# The Fishermaid of Ballydavid
Pour plus de détails, voir Fiche technique et Distribution.
The Fishermaid of Ballydavid est un film américain sorti en 1911, réalisé par Sidney Olcott en Irlande, avec lui-même et Gene Gauntier qui a aussi écrit le scénario.

## Fiche technique
- Réalisation : Sidney Olcott
- Scénario : Gene Gauntier
- Production : kalem
- Directeur de la photo : George K. Hollister
- Longueur : 1000 pieds
- Date de sortie : 23 novembre 1911 (Paris)
- Distribution : General Film Company

## Distribution
- Gene Gauntier : Kathleen
- Sidney Olcott : Fisherman
- Arthur Donaldson : le père de Kathleen
- Jack J. Clark
- J.P. McGowan
- Alice Hollister
- Anna Clark

## Lieu de tournage
Le film a été tourné en Irlande durant l'été 1911, à Ballydavid, comté de Kerry et à Howth, comté de Dublin.